# Krit Amnuaydechkorn
Krit Amnuaydechkorn (tiếng Thái: กฤษฏ์ อำนวยเดชกร, phiên âm: Crít Am-nui-đe-cha-con, sinh ngày 30 tháng 4 năm 1999) còn có nghệ danh là PP (พีพี) hay PP Krit, là một diễn viên, người mẫu và ca sĩ người Thái Lan. Anh được biết đến qua các vai diễn nổi bật như Tewkao trong My Ambulance (2019), Oh-aew trong I Told Sunset About You (2020) và I Promised You the Moon (2021).

## Tiểu sử
PP sinh ngày 30 tháng 4 năm 1999 tại Băng Cốc, Thái Lan. Lúc đầu, tên của anh được đặt là Pruk (พฤกษ์), nhưng chỉ 2-3 tuần sau, cha mẹ của anh cảm thấy rằng nó đã lỗi thời nên họ quyết định đổi thành PP. Anh đã học tại trường Cao đẳng Assumption tại Băng Cốc từ tiểu học lên đến trung học. Trong quá trình học trung học, dựa vào điểm thành tích xuất sắc PP đã nhận được cơ hội sang Mỹ du học theo diện trao đổi sinh khi học lớp 11. Anh đã tốt nghiệp trung học vào năm 2017. Hiện nay, anh đã tốt nghiệp ngành kinh tế kinh doanh chương trình quốc tế Khoa Kinh tế tại Đại học Kasetsart sau 5 năm theo học vào ngày 18/03 năm 2022.

## Sự nghiệp
PP bắt đầu gia nhập giải trí khi được nhà tạo mẫu tóc nổi tiếng Gong Hive Salon tìm kiếm, khi đó anh đang học lớp 12. Anh có cơ hội xuất hiện lần đầu tiên trên MV ca nhạc MSN trong đĩa đơn nổi tiếng của ban nhạc Helmetheads. Năm 2017, anh được chọn làm người mẫu catwalk trong "Boys of Bangkok 2017" tại Emquartier. Năm 2018, anh ra mắt với tư cách là diễn viên với vai phụ Pete trong phim i STORIES (2018) phần "G" , là một dự án gồm bốn truyện ngắn theo khái niệm LGBT.
Năm 2019, anh bắt đầu được biết đến nhiều hơn với vai Tewkao trong My Ambulance (2019). Cặp đôi phụ trong loạt phim do PP và Putthipong Assaratanakul thủ vai đã nhận được một lượng lớn người hâm mộ, đặc biệt là trong giới ship cặp đôi, và đạo diễn của My Ambulance là Naruebet Kuno từng có ý định cho họ đóng vai chính trong một phần tiếp của loạt phim, nhưng đã bỏ dở vì không phù hợp trong câu chuyện trước đó. Thay vào đó, ông tạo ra một câu chuyện mới dựa theo đề tài mà ông muốn khai thác – mối quan hệ giữa hai chàng trai tuổi teen. Anh tham gia vào dự án đó với tên gọi BKPP: The Series, được công bố vào tháng 2 năm 2020 và dự kiến sẽ ra mắt vào tháng 7 năm 2020. Do các hạn chế của chính phủ đặt ra giữa đại dịch COVID-19, nên việc sản xuất phim đã bị trì hoãn và sẽ phát hành vào tháng 10 năm 2020 với tựa đề I Told Sunset About You. PP đóng vai Oh-aew, một học sinh trung học đến từ Phuket và là bạn thời thơ ấu của nhân vật Teh, được đóng bởi Putthipong Assaratanakul (Billkin). Năm 2021, Nadao Bangkok thông báo sẽ quay trở lại với phần 2 của I Told Sunset About You, với tên I Promised You the Moon được phát hành vào tháng 5 năm 2021.
PP chính thức debut làm ca sĩ dưới chướng Nadao Music, hãng thu âm của Nadao Bangkok với đĩa đơn đầu tay It's Okay Not To Be Alright được phát hành vào tháng 8 năm 2021. Đến tháng 2 năm 2022, PP Krit tiếp tục cho ra mắt single mới mang tên "I'll Do It How You Like It". Sau khi Nadao tuyên bố giải thể, PP chính thức thành lập công ty giải trí mang tên bản thân và có nhiều hoạt động nổi bật với tư cách người đại diện của nhiều thương hiệu nổi tiếng.

## Điện ảnh

### Phim truyền hình
| Năm  | Tên phim                | Vai           | Ghi chú   | Chú thích |
| ---- | ----------------------- | ------------- | --------- | --------- |
| 2018 | i STORIES               | Pete (Phần G) | Vai phụ   | [ 17 ]    |
| 2019 | My Ambulance            | Tewkao        | Vai phụ   | [ 18 ]    |
| 2020 | I Told Sunset About You | Oh-aew        | Vai chính | [ 19 ]    |
| 2021 | I Promised You the Moon | Oh-aew        | Vai chính | [ 20 ]    |

### Phim tài liệu
| Năm  | Tên phim                                               | Ghi chú    | Chú thích |
| ---- | ------------------------------------------------------ | ---------- | --------- |
| 2020 | I Told Sunset About You: The Documentary               | Host chính | [ 21 ]    |
| 2021 | I Promised You the Moon: The Documentary               | Host chính | [ 22 ]    |
| 2022 | Billkin x PP Krit Live in Tokyo 2022 - The Documentary | Host chính | [ 23 ]    |

### Special
| Năm  | Tên phim                | Vai         | Ghi chú   | Chú thích |
| ---- | ----------------------- | ----------- | --------- | --------- |
| 2021 | NADAO x OPPO            | Pastry Chef | Vai chính | [ 24 ]    |
| 2021 | Last Twilight in Phuket | Oh-aew      | Vai chính | [ 25 ]    |
| 2021 | Shining in My Eyes      | Cook        | Vai chính | [ 26 ]    |
| 2022 | DOUBLE ME               | Brother     | Vai chính | [ 27 ]    |

### Show
| Năm  | Tên show                                         | Ghi chú                   | Chú thích            |
| ---- | ------------------------------------------------ | ------------------------- | -------------------- |
| 2017 | Game of Teens                                    | Khách mời (Tập 1-2)       |                      |
| 2018 | The Driver                                       | Khách mời (Tập 127)       | [ 28 ]               |
| 2018 | Nadao's Vlog                                     | Khách mời (Tập 8, 11, 14) | [ 29 ] [ 30 ] [ 31 ] |
| 2019 | Opal All Around Season 3                         | Khách mời (Tập 6)         |                      |
| 2019 | Woody FM                                         | Khách mời                 |                      |
| 2019 | Guess My Age                                     | Khách mời (Tập 226-227)   | [ 32 ] [ 33 ]        |
| 2020 | GoyNattyDream - Would You Love Us If We Love You | Khách mời (Tập 18, 56)    | [ 34 ] [ 35 ]        |
| 2020 | Closer Than Ever                                 | Host chính                | [ 36 ]               |
| 2020 | Finnn Land                                       | Khách mời (Tập 5)         |                      |
| 2020 | I Can See Your Voice Thailand: Season 4          | Khách mời (Tập 22)        |                      |
| 2021 | Preawpak 2021                                    | Khách mời (Tập 29)        |                      |
| 2021 | Fullturn                                         | Khách mời (Tập 9)         | [ 37 ]               |
| 2021 | The Wall Song                                    | Khách mời (Tập 68)        | [ 38 ]               |
| 2021 | Talk with ToeyS                                  | Khách mời (Tập 26)        | [ 39 ]               |
| 2021 | Woody Live                                       | Khách mời (Tập 8)         | [ 40 ]               |
| 2021 | The Star Idol                                    | Khách mời (Tập 14)        | [ 41 ]               |
| 2021 | Wan Kanchai Talk                                 | Khách mời (Tập 7)         | [ 42 ]               |
| 2021 | CCND                                             | Thành viên (Tập 6)        | [ 43 ]               |
| 2021 | Woody FM                                         | Khách mời                 | [ 44 ]               |
| 2022 | Our Last Twilight                                | Host chính                | [ 45 ]               |
| 2022 | KRAHAI LAO                                       | Khách mời (Tập 21)        | [ 46 ]               |
| 2022 | Lay's ON CRUISE                                  | Host chính                | [ 47 ]               |
| 2022 | PPKRIT VLOG                                      | Host chính                | [ 48 ]               |
| 2022 | ONE DAY                                          | Khách mời (Tập 3)         | [ 49 ]               |
| 2022 | STYLECATION                                      | Host chính                | [ 50 ]               |

## Danh sách nhạc
| Năm  | Tên bài                                         | Album                        | Chú thích |
| ---- | ----------------------------------------------- | ---------------------------- | --------- |
| 2020 | หรูเหอ 如何 (Skyline)                            | OST. I Told Sunset About You | [ 51 ]    |
| 2020 | โคตรพิเศษ (Khot Phiset)                          | OST. I Told Sunset About You | [ 52 ]    |
| 2021 | รู้งี้เป็นแฟนกันตั้งนานแล้ว (Safe Zone) cùng với Billkin | OST. I Promised You the Moon | [ 53 ]    |
| 2021 | ห่มผ้า (Hold Me Tight)                            | OST. I Promised You the Moon | [ 54 ]    |
| 2021 | หลอกกันทั้งนั้น (Fake News)                          | OST. I Promised You the Moon | [ 55 ]    |
| 2021 | ทะเลสีดำ (Ta Lay See Dum) cùng với Billkin       | OST. I Promised You the Moon | [ 56 ]    |
| 2021 | ไม่ปล่อยมือ (Coming of Age) cùng với Billkin       | OST. I Promised You the Moon | [ 57 ]    |
| 2021 | มันดีเลย                                          | Single                       | [ 58 ]    |
| 2021 | It's Okay Not To Be Alright                     | Single                       | [ 59 ]    |
| 2022 | I'll Do It How You Like It                      | Single                       | [ 60 ]    |
| 2022 | แลกเลยปะ (Hoo Whee Hoo)                         | Single                       | [ 61 ]    |
| 2022 | 100%                                            | Live Session                 | [ 62 ]    |
| 2022 | I'll Do It How You Like It                      | Live Session                 | [ 63 ]    |
| 2022 | นอกสายตา                                        | Live Session                 | [ 64 ]    |
| 2022 | หวง                                             | Live Session                 | [ 65 ]    |
| 2022 | The Weekend                                     | Live Session                 | [ 66 ]    |
| 2022 | เหมือนเคย                                        | Live Session                 | [ 67 ]    |

## Giải thưởng và đề cử
| Năm  | Giải thưởng                           | Hạng mục                                                     | Tác phẩm                                    | Kết quả   | Chú thích |
| ---- | ------------------------------------- | ------------------------------------------------------------ | ------------------------------------------- | --------- | --------- |
| 2020 | The 5th Weibo TV Series Awards        | Most Popular Foreign Actor                                   |                                             | Đoạt giải | [ 68 ]    |
| 2021 | Yniverse Awards 2020                  | Best Actor (cùng với Putthipong Assaratanakul)               | “แปลรักฉันด้วยใจเธอ” (I Told Sunset About You) | Đoạt giải | [ 69 ]    |
| 2021 | 17th Komchadluek Awards               | Popular Actor                                                | “แปลรักฉันด้วยใจเธอ” (I Told Sunset About You) | Đoạt giải | [ 70 ]    |
| 2021 | 2021 Line TV Awards                   | Best Viral Scene                                             | “แปลรักฉันด้วยใจเธอ” (I Told Sunset About You) | Đoạt giải | [ 71 ]    |
| 2021 | 2021 Line TV Awards                   | Best Kiss Scene (cùng với Putthipong Assaratanakul)          | “แปลรักฉันด้วยใจเธอ” (I Told Sunset About You) | Đoạt giải | [ 71 ]    |
| 2021 | 2021 Line TV Awards                   | Best Couple (cùng với Putthipong Assaratanakul)              | “แปลรักฉันด้วยใจเธอ” (I Told Sunset About You) | Đoạt giải | [ 71 ]    |
| 2021 | 12th Nataraj Awards                   | Best Actor for Online Drama Series                           | “แปลรักฉันด้วยใจเธอ” (I Told Sunset About You) | Đề cử     | [ 72 ]    |
| 2021 | 1st Siam Series Awards                | Popular TV Series Couple (cùng với Putthipong Assaratanakul) | “แปลรักฉันด้วยใจเธอ” (I Told Sunset About You) | Đề cử     | [ 73 ]    |
| 2021 | 1st Siam Series Awards                | Best Scene (cùng với Putthipong Assaratanakul)               | “แปลรักฉันด้วยใจเธอ” (I Told Sunset About You) | Đoạt giải |           |
| 2021 | Seoul International Drama Awards 2021 | Asian Star Prize                                             |                                             | Đoạt giải | [ 74 ]    |
| 2021 | 15th Kazz Awards                      | Male Teenage of the year                                     |                                             | Đoạt giải |           |
| 2021 | 15th Kazz Awards                      | Best Scene (cùng với Putthipong Assaratanakul)               | “แปลรักฉันด้วยใจเธอ” (I Told Sunset About You) | Đề cử     |           |
| 2021 | 7th Maya Awards                       | Charming boy                                                 |                                             | Đoạt giải |           |
| 2021 | 7th Maya Awards                       | Best Couple (cùng với Putthipong Assaratanakul)              | “แปลรักฉันด้วยใจเธอ” (I Told Sunset About You) | Đề cử     |           |
| 2021 | 7th Maya Awards                       | Male Rising Star                                             |                                             | Đề cử     |           |
| 2022 | Sanook 2021                           | Người nổi tiếng thế hệ mới có ảnh hưởng nhất về Thời trang   |                                             | Đoạt giải | [ 75 ]    |
| 2022 | TOTY MUSIC AWARDS 2021                | The Best Music of The Year: Rookies                          | It’s Okay Not To Be Alright                 | Đoạt giải | [ 76 ]    |
| 2022 | 18th Komchadluek Awards               | Popular Actor                                                |                                             | Đoạt giải | [ 77 ]    |
| 2022 | 18th Komchadluek Awards               | Popular Thai International Singers                           |                                             | Đoạt giải |           |
| 2022 | 18th Komchadluek Awards               | Popular Partner                                              |                                             | Đoạt giải | [ 78 ]    |
| 2022 | Siamrath Online Award 2021            | Best Couple                                                  |                                             | Đoạt giải |           |
| 2022 | 16th Kazz Awards                      | Popular Male artist                                          |                                             | Đề cử     |           |
| 2022 | 13th Nataraj Awards                   | Best Original Screenplay                                     | I Promised You The Moon                     | Đoạt giải | [ 79 ]    |
| 2022 | 13th Nataraj Awards                   | Outstanding Drama and Series                                 | I Promised You The Moon                     | Đoạt giải | [ 79 ]    |
| 2022 | 13th Nataraj Awards                   | Drama Series of the Year                                     | I Promised You The Moon                     | Đoạt giải | [ 79 ]    |
| 2022 | TikTok Awards 2022                    | Viral Song of the Year                                       | I'll Do It How You Like It                  | Đoạt giải | [ 80 ]    |
| 2022 | Seoul International Drama Awards 2022 | Outstanding Asian Star                                       |                                             | Đoạt giải | [ 81 ]    |